# ɸ̴
Cette page contient des caractères spéciaux ou non latins. S’ils s’affichent mal (▯, ?, etc.), consultez la page d’aide Unicode.
Le phi tilde inscrit ou phi tilde médian, ɸ̴, est un symbole de l’alphabet phonétique international. Il est composé d’un phi ‹ ɸ › diacrité d’un tilde médian.

## Utilisation
Dans l’alphabet phonétique international, [ɸ] représente une consonne fricative bilabiale sourde vélarisée ou pharyngalisée, respectivement aussi représentée par /ɸˠ/ et /ɸˤ/.
Ian Maddieson (en) et Geoff Lindsay utilisent un phi tilde inscrit en 1983, et Maddieson en 1984, pour transcrire la consonne fricative bilabiale sourde labialisée et vélarisée /ɸˠʷ/ de l’irlandais.

## Représentations informatiques
Le phi tilde médian peut être représenté avec les caractères Unicode (Alphabet phonétique international, diacritiques) suivants :
| formes    | représentations | chaînes de caractères | points de code | descriptions                                         | notes |
| --------- | --------------- | --------------------- | -------------- | ---------------------------------------------------- | ----- |
| minuscule | ɸ̴               | ɸ◌̴                    | U+0278 U+0334  | lettre minuscule latine phi diacritique tilde médian |       |